# Lex Titia
Lex Titia je bil rimski zakon, sprejet 27. novembra 43 pr. n. št., ki je uzakonil drugi triumvirat Oktavijana, Marka Antonija in Marka Emilija Lepida. Zakon je dal "trem možem za ponovno vzpostavitev ustave Rimske republike" (triumviri rei publicae constituendae) pooblastila, da razveljavljajo in sprejemajo zakone brez soglasja senata ali ljudskih skupščin. Pritožbe na njihove sodne odločitve niso bile mogoče. Magistrate so lahko imenovali po svoji volji. Ustava republike z Lex Titia ni bila nepreklicno ukinjena, vendar se ni nikoli več opomogla. Lepida sta Oktavijan in Mark Antonij kmalu potisnila v ozadje, Mark Antonij je bil izločen v državljanski vojni, tako da je Oktavijan ostal edini triumvir in izključni vladar rimskega sveta. 
Sprejetje Lex Titia je de facto pomenilo konec Rimske republike, čeprav se je v praksi končala šele v državljanski vojni, ki je sledila. Zakon, ki je bil sprejet samo kot začasen ukrep, je bil leta 38 pr. n. št. podaljšan za pet let, vendar so prepiri med Oktavijanom in Antonijem po Lepidovem padcu leta 36. pr. n. št. preprečili, da bi se ponovno podaljšal. Lex Titia je zato leta 33 pr. n. št. ugasnil, čemur je sledila zadnja vojna Rimske republike.